# Salemburg
La ville de Salemburg est située dans le comté de Sampson, dans l’État de Caroline du Nord, aux États-Unis. Sa population s’élevait à 435 habitants lors du recensement de 2010, estimée à 427 habitants en 2016.

## Démographie
| 1920 | 1930 | 1940 | 1950 | 1960 | 1970 |
| ---- | ---- | ---- | ---- | ---- | ---- |
| 215  | 318  | 371  | 435  | 569  | 669  |

| 1980 | 1990 | 2000 | 2010 | - | - |
| ---- | ---- | ---- | ---- | - | - |
| 742  | 409  | 469  | 435  | - | - |

## Source
- (en) Cet article est partiellement ou en totalité issu de l’article de Wikipédia en anglais intitulé « Salemburg, North Carolina » (voir la liste des auteurs).